# In Tam
In Tam (in lingua khmer:  អ៊ិន តាំ; Kampong Cham, 22 settembre 1922 – 1º aprile 2006) è stato un politico cambogiano. Fu Primo ministro della Cambogia dal 6 maggio 1973 al 9 dicembre 1973.